# Танькова, Ярослава Владимировна
Яросла́ва Владими́ровна Танько́ва (род. 22 августа 1978, Кизел) — российская писательница, журналистка. Была ведущей телевизионной программы "Молодежный канал" (ТВ "Столица"), телепрограммы «Pro жизнь» (канал «ТВ Центр»).

## Биография
Родилась 22 августа 1978 года в городе Кизел Пермской области (ныне Пермского края).
В «Комсомольской правде» с 1996 года внештатно. С 1997 — в штате. Была стажёром «Алого паруса» (давняя молодёжная рубрика, закрытая в том же 1997 году) и «Клуба потребителей». Потом корреспондентом и спецкором отдела информации и отдела «КП» в Москве. Входит в антологию «Журналистика на рубеже веков» — в число лучших журналистов конца 90-х-начала 20-х (по версии Союза Журналистов России). Три года — с 1998 по 2001 — вела московские номера, будучи заместителем редактора московского выпуска. После рождения дочери, в 2001 году, вернулась к репортёрско-спецкоровской творческой деятельности. Специализируется на расследованиях «испытано на себе». Ведёт созданную ею же в марте 2001 года спасающую людей рубрику «Отдел добрых дел».
В 2008 году стала писателем, подписав контракт с издательством «Росмэн» на серию книг в жанре "художественная публицистика" о своих приключениях во время расследований для рубрики «Испытано на себе».
В 2012, оставаясь спецкорром КП, стала телеведущей  ток-шоу "Ночной молодежный канал" на ТВ "Столица".
В 2013-2015  - телеведущая на ТВЦ, токшоу "ProЖизнь".
В 2019 поступила в Литературный институт имени Горького по специализации "литературный работник" (писатель), где по сей день обучается на семинаре известного писателя и драматурга Фарита Нагимова (Фарид Нагим).

## Список произведений
- «Замуж за араба и другие восточные сказки» (2008)
- «Служанка миллионеров и королевство немытых зеркал» (2009)
- «Яся ищет мужа» (2012)

## Награды
В 2003 году получила премию Медиа-союза Российских СМИ «Золотой гонг» в номинации «Экстрим».
В 2004 году стала лауреатом премии «за профессиональное мастерство» Союза журналистов России.
В 2005 году — Национальная премия печатной прессы «Искра».
В 2006 году — Лауреат Всероссийского конкурса благотворительности (за рубрику «Отдел добрых дел» о людях, попавших в беду) и снова финалист Национальной премии печатной прессы «Искра».
В 2007 году — Лауреат Премии Артёма Боровика «Честь. Мужество. Мастерство» и премии им. Михаила Ломоносова с вручением золотой медали «За заслуги и большой личный вклад в развитие и укрепление Государства Российского».
2014 — Лауреат премии "Выбор" (вручается за личное мужество и гражданскую солидарность, проявленные в противостоянии преступности).
2021 — Лауреат всероссийской премии "В союзе слова и добра".
2022 - Лауреат литературной премии "Форбс" - "Герои социальных перемен", https://www.kp.ru/daily/27371/4553826/, https://www.vedomosti.ru/press_releases/2022/03/04/nagrazhdeni-luchshie-avtori-literaturnih-proizvedenii-o-blagotvoritelnosti-i-sotsialnom-predprinimatelstve